# La Chapelle-Montlinard
La Chapelle-Montlinard is een gemeente in het Franse departement Cher (regio Centre-Val de Loire) en telt 494 inwoners (1999). De plaats maakt deel uit van het arrondissement Bourges.

## Geografie
De oppervlakte van La Chapelle-Montlinard bedraagt 16,9 km², de bevolkingsdichtheid is 29,2 inwoners per km².

## Geschiedenis
La Chapelle-Montlinard, voorstadje van La Charité, wordt al vermeld in 1106 als Monslinardi, het is dan een parochie van de priorij van La Charité-sur-Loire. In 1107 schijnt de plaats onder het diocees Bourges te vallen, maar daarvoor moet het tot het diocees Nevers behoord hebben. Er stond een kapel Saint-Sulpice die tijdens de Revolutie is afgebroken. De 19e-eeuwse ijzeren hangbrug over het zijkanaal van de Loire is een Historisch Monument.
De onderstaande kaart toont de ligging van La Chapelle-Montlinard met de belangrijkste infrastructuur en aangrenzende gemeenten.

## Demografie
Onderstaande figuur toont het verloop van het inwonertal (bron: INSEE-tellingen).